# 涼爽早期地球
涼爽早期地球（cool early Earth，CEE）理論假設在地質的冥古代，地球歷史開始階段，有一部分時期遭受到火流星適度的轟擊，使得氣候變得涼爽，而讓液態水得以存在。這將是在地球早期歷史的極端條件，在46億至44億年間以後，並在後期重轟炸期的41億年至38億年之前。在2002年，John Valley 等人辯稱在西澳大利亞發現的鋯石碎屑，定年在40億至44一年間，是在相對低溫下形成的，隕石撞擊可能比之前想像的要少，而地球可能經歷了很長一段液態海洋和生命可能發展的時間。
在2016年，Gavin Kenny等人回答了一些質疑，即在板塊邊界構造的隱沒帶中，熔化形成鋯石，並辯稱至少其中有一部分是由隕石撞擊形成的 。

## 外部連結
- A Cool Early Earth （页面存档备份，存于）
- Oldest bit of crust firms up idea of a cool early Earth （页面存档备份，存于）
- SciAm: A Cool Early Earth
- The Cool Early Earth: Valley et al. (abstract)
- ABC Science （页面存档备份，存于）
- space.com: Good News for Life: Early Earth May Have Been Cool
- Lindsey, Rebecca. . NASA Earth Observatory. March 1, 2006  [2006-04-28]. （原始内容存档于2008-10-08）.